# Leptoxis ampla
Leptoxis ampla é uma espécie de gastrópode  da família Pleuroceridae.
É endémica dos Estados Unidos.